# Šimanovsk
Šimanovsk (anche traslitterata come Shimanovsk) è una cittadina dell'Estremo Oriente Russo, situata nell'Oblast' dell'Amur, sul fiume Bol'šaja Përa, 251 km a nord del capoluogo Blagoveščensk; è capoluogo del distretto omonimo.
Fondata nel 1910 con il nome di Përa (russo Пёра) durante la costruzione e lo sviluppo della Transiberiana, venne ribattezzata Gondatti (Гондатти) nel 1914, in onore dell'etnografo e governatore della regione dell'Amur N. L. Gondatti. Cambiò ancora nome in Vladimiro-Šimanovskij (Владимиро-Шимановский) nel 1920, passando al nome attuale nel 1950 quando le venne concesso lo status di città.
Šimanovsk è una fermata sulla ferrovia Transiberiana; è inoltre servita da un aeroporto.

## Società

### Evoluzione demografica
Fonte: mojgorod.ru
- 1939: 13.500
- 1959: 17.700
- 1970: 16.900
- 1979: 25.600
- 1989: 26.300
- 2002: 22.267
- 2007: 22.100